# Muespach-le-Haut
Muespach-le-Haut är en kommun i departementet Haut-Rhin i regionen Grand Est (tidigare regionen Alsace) i nordöstra Frankrike. Kommunen ligger i kantonen Ferrette som tillhör arrondissementet Altkirch. År 2022 hade Muespach-le-Haut 1 144 invånare.

## Befolkningsutveckling
Antalet invånare i kommunen Muespach-le-Haut
| Referens: INSEE |